# Canti della Montagna pistoiese
I Canti della Montagna pistoiese sono ciò che resta, dopo un lavoro di raccolta sistematica e non, della tradizione orale di questa zona.

## La raccolta dei canti
Il primo a raccoglierli fu Niccolò Tommaseo (1832), che senza il rigore della ricerca antropologica, in un solo giorno raccolse i canti dalla sola persona di Beatrice Bugelli, esaltandone in seguito la purezza, semplicità ed estetica di questa poesia. Giuseppe Tigri raccolse e pubblicò nel 1856, 1860 e 1869, canti di questo territorio, esaltandone anch'esso la purezza, che cercava di dimostrare trascendente i limiti estetici, per diventare morale, espressione cioè di una vita incontaminata. Filippo Rossi-Cassiglioli, medico pistoiese, raccolse e pubblicò 26 libretti di maggi epici recitati sulla Montagna pistoiese. Francesca Alexander pubblicò due volumi di canti nel 1885 e nel 1887, raccolti nella zona dell'Abetone. Queste raccolte erano prive del rigore scientifico di ricerca. Il primo che si differenziò per la metodica d'indagine e per il rigore filologico e documentario, fu Michele Barbi, di Taviano (Sambuca Pistoiese), che alla fine dell'Ottocento pubblicò due saggi sui canti popolari pistoiesi. Il lavoro del Barbi, complessivamente inedito, fu depositato presso la Scuola Normale Superiore di Pisa. Ricerche sul campo furono compiute negli anni '70 anche da Caterina Bueno.

### La ricerca di Sergio Gargini
Un importante lavoro su questa materia è la raccolta sistematica, con i metodi della ricerca etnomusicologica e antropologica, effettuata da Sergio Gargini, musicologo e sociologo, nei primi anni '70 del Novecento. Parte di questo lavoro è stato poi pubblicato col titolo Non son poeta e non ho mai studiato, cantate voi che siete alletterato, nel 1986. Il lavoro di Gargini ha recuperato un immenso materiale che rischiava di andare perduto, perché tramandato in forma orale. Questo lavoro ha dato inizio alla riscoperta, valorizzazione e la diffusione dei canti dalla tradizione orale. I canti sono sonetti, stornelli e ottave rime e quelli che seguono ne sono degli esempi.
- Il Lamento del carbonaio è un canto che descrive quella che era la vita del carbonaio, costretto a emigrare.
- L'inserenata è una serenata gaia e gioiosa, che in genere viene proposta durante il Cantar Maggio, con sonetti di rispetto parlati.
- Poveri soldati potrebbe essere la rappresentazione della ribellione spontanea dei soldati coscritti, contro le azioni repressive del Granduca di Toscana, dopo il suo ripristino in seguito al Congresso di Vienna[1].
- Il Maggio di Rio Lunato è un tipico canto del Maggio, tuttora molto cantato in varie occasioni. Questo è un canto lento e corale molto evocativo.
- La mosca mora è una tipica filastrocca per bambini, scioglilingua, cumulativa.

Il lamento del carbonaio
Vita tremenda, vita tribolata

di chi va alla macchia la’ per lavorare

vita tremenda trista e strapazzata

non si può creder quanto immaginare

un’anima dell’inferno più dannata

non possa così tanto spasimare

non pole aver ne’ spasmo ne’ dolore

quante n’ha il carbonaro e tagliatore

Parte da casa tutto lieto il cuore

e va lieto in Sardegna a lavorare

lascia la moglie ni’ mezzo al dolore

sperando un giorno di poter tornare

Dicendo che se giova il mio sudore

speranza n’ho di far buoni guadagni

soccorso vi darò poi lo vedrete

comprerete il vestire e mangerete

Le speranze son bone capirete

perché il padron fa bone promessioni

si va per tutto come ben sapete

come secondo le combinazioni

in Corsica in Sardegna e infino e Riete

e per dicendo di maggior fortuna

s’ andrebbe anche ni’ ggrigio della luna

s’incontra una foresta folta e bruna

si fabbrica una cella per demorio

si fabbrica di legno terra e sassi

sembrava il ricovero dei tassi

la porta fan di rami e di altri assi

il letto ancor di ramo del più fino

polenda e cacio si doventa grassi

per risparmiar se ne mangia anco pochino

si dorme duro sotto quelle zolle

co’ i’ ccapo ‘n tera come le cipolle

il sangue nel mio cuore ancor mi bolle

star sette mesi e non mi spoglio mai

e tengo il foco acceso la’ in foresta

anda’ e veni’ che sembra un viavai

fra le visite e le cacciate

si passa a non dormir molte nottate

ora c’è l’ingiustizia e l’angherie

quando il capomacchia il prezzo viene a fare

da chi vuole 20, 25 e 30

uno e ottanta ce lo fan bastare

ma quande ha fatto il portafoglio pieno

lo mette in tasca e a noi ci da’ di meno

ed ora che risponde il poveretto

benché poco sia quel che tu mi dai

a termina’ il lavoro son costretto

senno’ a casa non ritorno mai

vedrò se a lavorar 5 o 6 mesi

tu mi rimandi a casa per le spesi

il dispensier che sta su’ libri tesi

non fa che aggiunger cifre ad altri zeri

tiengan di loro le misure e i pesi

per levarci quel che c’han dato ieri

poi c’è di tara un 15 per cento

poi c’è un rinsacco smisurato

quello lo fan secondo il suo talento

per levarci tutto quel che c’hanno dato

fra tara rinsacchi e fra rivelli

credete in dio ce ne rimangia mezzi

ritorna a casa dolorante e stracco

non è più omo

è diventato straccio…»
(canto popolare, Il lamento del carbonaro)
L'inserenata
Semo venuti a far l'inserenata

padron di casa se contento siete

so che ci avete una figlia garbata

dentro le quattro mura la tenete.

Ma se per sorte fusse addormenteta

fatele un fischio che la sciornerete

ditele che l'è passo un de' suoi amori

la viene a salutar con canti e suoni

ditele che l'è passo un de suoi amanti

la viene a salutar con suoni e canti.

(sonetto di rispetto:)
Io ti vorrei veder nel mio giardino

e vederti sbocciar come una rosa

io ti darei volentieri un bacino

se sei contenta ti farei mia sposa

Se sei contenta dimmi la verità

non mi venir bugiarda

se no così non va.

Bella bellina chi v'ha fatto gli occhi

chi ve li ha fatti tanto innamorati

da sotto terra leveresti i morti

dal letto leveresti gli ammalati.

Tanto lavoro e tanta lavoranza

vostri begli occhi son la mia speranza

tanto valore e tanta valorìa

vostri begli occhi la speranza mia.

(sonetto di rispetto:)
Se la mia mano sfiora i tuoi capelli

e la tua fronte la vedrò arrossire

per noi saran quelli giorni più belli

sarà una contentezza da gioire.

Se sei contenta dimmi la verità

non mi venir bugiarda

se no così non va.»
(canto popolare, L'inserenata)
Poveri soldati
O poveri soldati

C'abbiamo la cuccagna

In cima alla montagna

C'è il quartiere

Ci si sta volentieri

Perché c'è l'acqua bona

Se fulmina o se tona

Qui si sente

Si dorme duramente

Sopra d'un tavolone

Il povero groppone

Va in fracasso

Per capezzale un sasso

Messoci sotto il capo

Che c'è stato portato

Dall'Appennino

C'hanno proibito il vino

Sopra di questo monte

C'abbiamo un piccol fonte

D'acqua bona

Non si vede persona

Solo che un sol pastore

Dove con grande amore

Guida i suoi armenti

S’odono spesso i venti

Combatter tra di loro

E questo gli è il ristoro

Dei soldati

Poveri tribolati

Non si sa come fare

Che non si trova

Pane da mangiare

Vadino tutti in fumo

Capanne e capannini

E Modena coi confini

A noi non preme

Su Cutigliano insieme

Su tutto l'Abetone

La cima del Cimone

E di Fanano

Viva il nostro Sovrano

Con la sua faccia oliva

Evviva Ferdinando

Evviva evviva!!!!»
(canto popolare, Poveri soldati)
Maggio di Rio Lunato
Ecco il ridente maggio 

ecco quel nobil mese 

che viene a dare imprese 

ai nostri cuori (2v) 

è  carico di fiori 

di rose e di viole 

risplende con il sole 

ogni riviera (2v) 

Ecco la primavera 

ecco il tempo novello 

torna grazioso e bello 

e più giocondo (2v) 

rispetto: 

(parlato) 

Io sono venuto per 

ambasciatore 

dinanzi a voi 

magnifica donzella 

e mi ha mandato il vostro 

caro amore 

per lui io canto 

per lui ho una favella 

e mi ha mandato il vostro 

caro aiuto 

per lui io parlo 

per lui io vi saluto 

E vi saluta tante 

volte tante 

quante ne può pensar 

la vostra mente 

e v’ama tanto che 

strugger si sente 

or tocca a voi 

ad essere costante 

(riprende cantato) 

Ecco che tutto il mondo 

si riempie d’allegrezza 

di gaudio di dolcezza 

e di speranza (2v) 

ecco la primavera 

ecco il tempo novello 

torna grazioso e bello 

e più giocondo (2v)»
(canto popolare, Maggio di Rio Lunato)
La mosca Mora
E sorte fuori la mosca dal moscaio

per agguantar la mora dal moraio.

Fra mosca e mora …

m’innamorai di quella traditora.

E sorte fuori il ragno dal ragnaio

per agguantar la mosca dal moscaio.

Fra ragno, fra mosca e mora …

m’innamorai di quella traditora.

E sorte fuori il grillo dal grillaio

per agguantar il ragno dal ragnaio.

Fra grillo, fra ragno, fra mosca e mora …

m’innamorai di quella traditora.

(...)

(...)

(...)

E sorte fuori il leofante dal leofantaio

per agguantar il leone dal leonaio.

Fra leofante, fra leone, fra lupo, fra cane, fra gatto,

fra topo, fra grillo, fra ragno, fra mosca e mora ……

m’innamorai di quella traditora.»
(canto popolare, La mosca Mora)

## I canti oggi
Nel 1980 fu ripristinato il Cantar Maggio, come uso e costume sulla Montagna pistoiese, e spesso era il Collettivo folcloristico montano dello stesso Gargini a riarrangiare i Canti del Maggio. Autori come Maurizio Geri e Riccardo Tesi hanno lavorato sui canti della tradizione.
Dal lavoro di Gargini in poi, i Canti del Maggio si fanno nel tempo i più rappresentativi della Montagna pistoiese, in quanto più cantati. Questi canti hanno acquistato il valore di una vera e propria allegoria alla vita ed alla rinascita, che va oltre la stretta annunciazione della primavera.
Grazie principalmente al Collettivo Folcloristico Montano, nel 2003, prende vita il Festival del Maggio Itinerante, un festival che parafrasando il calendimaggio, in tutto il mese di maggio porta gli stessi Canti del Maggio e gli altri canti della tradizione, davanti alle case e per le vie di molti paesi.
Sulla scia di questa tradizione nascono anche due festival musicali. Il primo, Sentieri acustici, diretto da Riccardo Tesi, prende come palcoscenico la world music, quindi un contesto internazionale; il secondo, il Montagna Folk Festival (svoltosi dal 2003 al 2007), sceglie il panorama della musica popolare e sue contaminazioni, della penisola italiana.